# Ела
Ела (івр. אֵלָה; грец. Ἠλά; лат. Ela) († 876 чи 885 до н. е.) — цар Ізраїльського царства, що правив 2 роки (3Цар 16:8). Син царя Ізраїлю Вааси.
Ела царював у Тірці (місто поблизу від Самарії), як наступник свого батька. Через два роки після сходження на престол, Ела гостював у керуючого палацом Арци (Арси) в його столичному будинку. Його підданий Зімрі — командувач половиною царських колісниць, увійшов до кімнати і вбив царя, після чого проголосив себе царем Ізраїлю. Про те, чи був сам Арца замішаний у змові або виявився випадковим свідком вбивства, а також і про його подальшу долю Біблія замовчує. Вбивство Ела є виповненням пророцта пророка Єгу, сина Хананії, який передбачив, що після смерті Вааса його рід буде припинений за все те зло, яке він творив в очах Б-га (3Цар 16:1-6).